# Batavi
Les Batavi (ou Bataves) sont une unité d'auxilia palatina de l'armée romaine tardive, active entre le IVe et le Ve siècle. Elle était composée de 500 soldats et était l'héritière d'unités auxiliaires d'élite recrutés parmi le peuple germanique des Bataves depuis le règne d'Auguste. 
Principalement actifs en Gaule, les Batavi participent aux campagnes du César Julien et aux opérations militaires de l'empereur Valentinien Ier contre les Alamans autour de la frontière du Rhin dans les années 350 et 360. En 368, ils sont déployés en Bretagne face à la coalition barbare de 368  sous les ordres de Théodose l'Ancien. En Orient, une unité des Batavi participe à la bataille d'Andrinople le 9 août 378. 
Au début du Ve siècle, l'existence des Batavi est toujours attestée par la Notitia Dignitatum qui mentionne deux unités apparentées : les Batavi seniores et les Batavi iuniores.

## Origines
Les Batavi portent le nom d'un peuple germanique, les Bataves, habitant dans le delta du Rhin et soumis à la domination de Rome. Tacite les décrit dans son De Origine et Situ Germanorum comme « la plus intrépide de toutes les nations » vivant sur la rive gauche du Rhin.
Les Romains recrutent de nombreux soldats bataves dès le Haut-Empire, en raison notamment de cette réputation de force, d'habileté à la guerre et de loyauté à leurs chefs. La révolte des Bataves contre leur exploitation par le pouvoir romain à des fins militaires, survenue entre 69 et 70, occupe une grande partie des livres IV et V des Histoires de Tacite.
Sous le règne des empereurs Auguste jusqu'à Galba, les Bataves constituent l'essentiel des gardes germains, la garde personnelle de l'Empereur. Ils fournissent également un contingent à leurs successeurs indirects, les gardes à cheval de l'empereur, les Equites singulares Augusti. 
Des Bataves sont aussi placés en garnisons dans tout l'Empire. Des traces de la présence d'une unité d'auxiliaires bataves au fort de Vindolanda à proximité du mur d'Hadrien ont ainsi été retrouvées par les archéologues. 

## Histoire

### Création de l'unité d'auxilia palatinadesBatavi
Une unité de Batavi sert dans les rangs de l'armée romaine durant l'époque de la Tétrarchie. Selon certaines hypothèses, la création de l'unité des Batavi pourrait remonter à l'expédition de Constance Chlore contre les Francs durant la répression de la révolte de Carausius, puisqu'un panégyrique qui lui est adressé vers cette époque le loue d'avoir enrôlé dans ses armées des Chamaves et des Frisons, deux peuples voisins des Bataves. L'existence de l'unité des Batavi pourrait être encore plus ancienne selon certains historiens. Une inscription datée de 268-269 retrouvée à Thessalonique mentionne aussi les « Βαταόνων » au sujet du général Aurelius Valentinus - ce qui indique certainement l'existence dès cette époque d'une unité de soldats recrutée dans l'Insula Batavorum, probablement autour de 260 avant la sécession de l'Empire des Gaules.
Une autre inscription provenant du camp de Brigetio près du Danube datant du 15 juillet 303 mentionne un Aurelius Ianuarius portant les titres de tribun des Bataves, de dux et de perfectissimus. Ces titres, qui le placent au sommet de la hiérarchie militaire, indiquent l'importance de l'unité des Batavi, dans la mesure où les préfets de légion n'étaient que des egregii.

Les Batavi deviennent une unité d'auxilia palatina après les réformes militaires de Constantin Ier. Ces nouvelles unités, qui se caractérisent par leur mobilité et leur efficacité, sont chargées de renforcer la nouvelle garde impériale créée par l'empereur après la dissolution de la garde prétorienne et des equites singulares Augusti après la bataille du pont Milvius,.

Déploiement des troupes romaines et de l'armée des Alamans lors de la bataille d'Argentoratum. Les Batavi sont placés en seconde ligne à proximité des Regii.

### Campagnes de Julien en Gaule (357-360)
L'existence des Batavi est attestée à la fin des années 350. L'historien Ammien Marcellin les mentionne parmi les unités du corps des vélites (fantassins légers) qui combattent en Gaule contre les Alamans sous les ordres du César Julien à la fin des années 350. 
Les unités d'élite de l'armée romaine tardive combattaient habituellement avec une autre unité jumelle pour renforcer le moral des troupes en jouant sur la rivalité entre soldats. Les Batavi semblent avoir combattu successivement à cette époque avec les Regii (les « Rois »), puis avec les Heruli. 
Les Batavi participent à la bataille d'Argentoratum à la fin du mois d'août 357. Leur unité est déployée en deuxième ligne avec les Regii. Après que les Alamans aient chargé la première ligne d'infanterie romaine, les Batavi accourent en renfort et jouent un rôle déterminant selon Ammien Marcellin en permettant à la ligne de soutenir le choc. Les Alamans, incapables de venir à bout des Romains, s'enfuient et laissent à ces derniers la victoire. 
Pour repousser des incursions des Scots et des Pictes au-delà du mur d'Hadrien en 360, Julien détache les Batavi avec une autre unité d'infanterie légère, les Hérules, et deux légions de Mésie en Bretagne sous les ordres du magister equitum Lupicinus. 
Les Batavi se trouvent de l'autre côté de la Manche lorsque parvient un ordre de l'empereur Constance II les réclamant à Julien avec d'autres unités basées en Gaule pour participer à la campagne qu'il projette contre les Perses,. Ils sont encore en Bretagne lorsque les troupes de Julien, qui refusent de partir pour l'Orient, se mutinent et proclament ce dernier empereur à Lutèce. 
Les Batavi sont par la suite rappelés sur le continent à une date et dans des circonstances inconnues, mais ne participent pas à la campagne de Julien en Perse.

#### Rôle supposé dans l'assassinat de Lucilianus (v. 364)
Selon l'historien Zosime, les Batavi se seraient trouvé à Sirmium (aujourd'hui Sremska Mitrovica), capitale de la province de Pannonie, après la mort de Julien en 363 et la désignation de Jovien comme son successeur. 
Selon le récit de Zosime, les Batavi reçoivent la visite de Lucilianus, magister peditum et equitum et beau-père de l'empereur Jovien, accompagné du futur empereur Valentinien Ier - qui n'est alors qu'un jeune officier. Lucilianus est missionné par son gendre pour s'assurer de la loyauté des forces romaines en Occident. Les Batavi, très attachés à Julien, auraient assassiné Lucilianus après que ce dernier leur ait annoncé sa mort.  
La version d'Ammien Marcellin s'approche de celle de Zosime mais présente de nombreux points de désaccords. L'historien affirme que l'unité visitée par Lucilianus (dont il ne donne pas le nom) aurait été stationnée à Durocortorum (aujourd'hui Reims). Il affirme que l'assassinat du beau-père de Jovien serait le résultat d'une machination orchestrée par un intendant militaire cherchant à couvrir ses fraudes.

### Batavisenioresetiuniores(après 364)

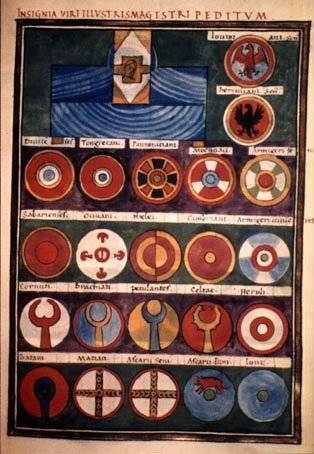
Planche extraite de la Notitia Dignitatum montrant l'emblème arboré par les soldats des Batavi seniores sur leurs boucliers (dernière ligne à gauche).

Quatre unités de Batavi apparaissent à la fin du IVe siècle dans la Notitia Dignitatum sous deux noms distincts : les Batavi seniores et les Batavi iuniores. De fait, des unités désignées par les sources sous le même nom de Batavi combattent à la fois en Occident et en Orient entre 365 et 378. Il est possible que ces différentes formations remontent à une formation unique. 
Une scission de l'unité des Batavi en deux unités distinctes - l'une affectée en Orient, l'autre en Occident - pourrait avoir été réalisée bien avant la rédaction de la Notitia, dès le partage l'Empire et des armées romaines par les empereurs Valentinien Ier et Valens, ayant succédé à Jovien après sa mort en 364. Selon l'historien Dietrich Hoffmann, une semblable division aurait concerné de nombreuses unités qui, tout en partageant le nom de leur unité d'origine, se seraient distinguées par le nom de seniores, pour les unités de l'Auguste senior Valentinien, et iuniores, pour les unités du iunior Valens. Cette thèse est toutefois contestée par les historiens modernes, qui soulignent l'existence d'unités plus anciennes portant le qualificatif de senior. 

#### En Occident: opérations sur la frontière rhénane et en Bretagne (365-368)
Dans les années suivant la mort de Julien, les Batavi sont engagés sur la frontière rhénane pour repousser les attaques des Alamans. Au cours d'une bataille, les Alamans s'emparent de leur étendard et de celui des Hérules et le tournent en dérision selon Ammien Marcellin. 
En 365, Valentinien mène ses troupes au combat mais essuie une défaite cuisante en 365. Une enquête révèle que les Batavi ont été les premiers à fuir durant l'affrontement. Valentinien fait rassembler son armée et ordonne de dépouiller les hommes des Batavi de leurs armes et de les vendre comme esclaves. Les soldats, s'étant prosterné devant l'empereur et ayant imploré son pardon, obtiennent de lui l'occasion de se racheter. Selon Zosime qui rapporte la scène, les Batavi prennent les armes, quittent le camp et attaquent l'ennemi. 
Trois ans plus tard, les Batavi et les Hérules font partie des troupes placées sous le commandement de Théodose l'Ancien pour repousser la coalition barbare de 368 en Bretagne. Ils débarquent sur la plage de Bononie avant de se diriger vers Londinium (l'actuelle Londres), d'où sont lancées les expéditions contre les troupes barbares qui ravagent la province.

#### En Orient: bataille d'Andrinople (9 août 378)
En Orient, les Batavi participent à la guerre des goths de 377-382. Ils font partie des troupes commandées par l'empereur Valens durant sa campagne en Thrace à l'été 378. Le 9 août, lors de la bataille d'Andrinople, les Batavi sont placés en réserve. Alors que la bataille tourne au désavantage des Romains, le magister equitum Victor les fait rechercher en vain pour les faire se rendre auprès de l'empereur, avant de s'apercevoir qu'ils ont fuit,,.

### LesBatavidans laNotitia Dignitatum(v. 400)
Quatre unités portant le nom de Batavi figurent dans la Notitia Dignitatum, un document administratif rédigé entre 390 et 425 qui recense les différentes unités militaires de l'armée romaine en Orient et en Occident.
Deux unités de Batavi seniores sont mentionnées, l'une en Orient et l'autre en Italie à la disposition du magister peditum praesantales de l'Empire romain d'Occident . Une vexillation de cavaliers Batavi seniores sert sous les ordres du magister equitum praesantales et en Gaule sous les ordres du magister equitum per Galliam.
Les Batavi iuniores sont également mentionnés comme servant en Gaule sous les ordres du magister equitum per Galliam.